# ヤチャ節
ヤチャ節（ヤチャぶし）は、兵庫県北部で歌い継がれている踊りである。

## 発祥と変遷
発祥は定かでないが、「八調」「八千代」「夜蝶」を語源とする説もある。
1804年（享和4年）の『福井髭風文集』によると、豊岡市の九日市地域がヤチャ節の発祥地で、旧神美村の盆踊り唄「ヤチア」の歌詞の冒頭は「ヤチアが習いたきや九日市にござれ / ヤチアは九日市が上手でござる」というものである。
旧豊岡町内の「ヤチャ踊り」は「ベロベロ踊り」に取って代わられた。
1977年（昭和52年）に旧日高町無形文化財に指定され、日高町夏栗では毎年8月20日の弘法大師祭（二十日盆）の際にそうだろ節とヤチャ節が踊られる。